# Fall of Efrafa
Fall of Efrafa — британський пост-метал/дарк-хардкор колектив який існував в період з 2005 по 2009 року. Концепція групи та тексти пісень було засновано на книзі-антиутопії Р. Адамса "Небезпечні мандри". Ефрафа у книзі - тоталітарна кроляча колонія, яка пригнічує права своїх мешканців і існує лише за рахунок безперервної війни та експансії. Головні герої книги, кидаючи виклик деспотичній Ефрафі, руйнують її. Через це, учасники групи, які дотримуються анархістських, либертатних, атеїстичних та про-енвайронменталістських позицій, розглядаючи сучасне капіталістичне суспільство як "Ефрафу", назвали колектив саме "Падінням Ефрафи". 
Від початку створення групи планувався реліз лише трьох альбомів, об'єднаних тематикою книги Адамса та, відповідно, ключовою подією для кожного альбому, навколо якої розгортається тематика пісень. Альбоми гурту носять назви на штучній "кролячій" мові, створеній Адамсом для своїх героїв: Owsla - "Солдати" ("Вартові"); Elil - "Хижак"; Inle - "Бог Смерті" (або "Смерть"). Після релізу альбомів, група припинила своє існування, а члени колективи перейшли до створення ряду інших проектів.  

## Склад
- Michael Douglas — Бас
- George Miles — Ударні
- Neil Kingsbury — Гітара
- Alex CF- Вокал
- Steven McCusker — Гітара

## Дискографія

### Studio albums
- 2006 — Owsla (Alerta Antifascista/Behind the Scenes/Fight For Your Mind)
- 2007 — Elil (Alerta Antifascista/Behind the Scenes/Fight For Your Mind/Halo of Flies)
- 2009 — Inlé (Halo of Flies/Denovali Records)

### Спліти та EP
- 2006 — Fall of Efrafa — Down to Agony (Split)
- 2008 — Tharn (Sound Devastation Records, Tadpole Records)
- 2009 — The Burial (Tadpole Records)

### Компіляції
- 2010 — The Warren of Snares